# Руди-Рисе
Руди-Рисе (пол. Rudy-Rysie) — село в Польщі, у гміні Щурова Бжеського повіту Малопольського воєводства.
Населення — 692 особи (2011).
У 1975-1998 роках село належало до Тарновського воєводства.

## Демографія
Демографічна структура станом на 31 березня 2011 року:
|          | Загалом | Допрацездатний вік | Працездатний вік | Постпрацездатний вік |
| -------- | ------- | ------------------ | ---------------- | -------------------- |
| Чоловіки | 354     | 67                 | 241              | 46                   |
| Жінки    | 338     | 65                 | 190              | 83                   |
| Разом    | 692     | 132                | 431              | 129                  |